# بروس فاغنر
بروس فاغنر (بالإنجليزية: Bruce Wagner)‏ (و. 1954 – م) هو مخرج سينمائي، وروائي، وممثل، ومنتج أفلام، وكاتب سيناريو، من الولايات المتحدة الأمريكية، ولد في ماديسون، ويسكنسن.

## التعليم
تعلم في ثانوية بيفرلي هيلز ‏.

## وصلات خارجية
- بروس فاغنر على موقع IMDb (الإنجليزية)
- بروس فاغنر على موقع ألو سيني (الفرنسية)
- بروس فاغنر على موقع أول موفي (الإنجليزية)
- بروس فاغنر على موقع قاعدة بيانات الأفلام السويدية (السويدية)
- بروس فاغنر على موقع قاعدة بيانات الفيلم (الإنجليزية)
- بروس فاغنر على موقع كينوبويسك (الروسية)